# Venancio Vallmitjana
Venancio Vallmitjana Barbany (Barcelona, 1 de abril de 1830-Barcelona, 3 de septiembre de 1919) fue un escultor español. 

## Biografía
Estudió en la escuela de la Lonja de Barcelona, donde recibió clases del escultor Damià Campeny. En 1856 fue nombrado profesor de dicha escuela. Se ha resaltado su importante labor como docente, teniendo discípulos que muchos de ellos lograron grandes éxitos como escultores, entre ellos cabe destacar a Josep Llimona, Pablo Gargallo y Eusebi Arnau. Ha sido considerado un autor adelantado a su tiempo y de hecho en más de una ocasión chocó con los cánones del arte «oficial».
Su vida y trabajo está muy ligada a la de su hermano Agapito Vallmitjana, también escultor, y de hecho los dos firmaban «V. y A.» todas sus obras. Ello ha implicado que posteriormente sea muy difícil distinguir el trabajo de cada uno. Mantuvo con su hermano un taller en común, hasta que en 1883 abrió un nuevo taller con su hijo, también escultor, Agapito Vallmitjana Abarca. Vinculado a la Corte —la reina Isabel II visitó el taller de los hermanos en Barcelona en 1860 y un año después presentaron su trabajo en el Palacio Real de Madrid— y a la estética purista con influencias renacentistas, cultivada en mayor medida por su hermano Agapito, Venancio se abrió a la influencia francesa, más monumentalista, y en 1873 viajó a París.
Falleció en Barcelona en 1919.

## Distinciones

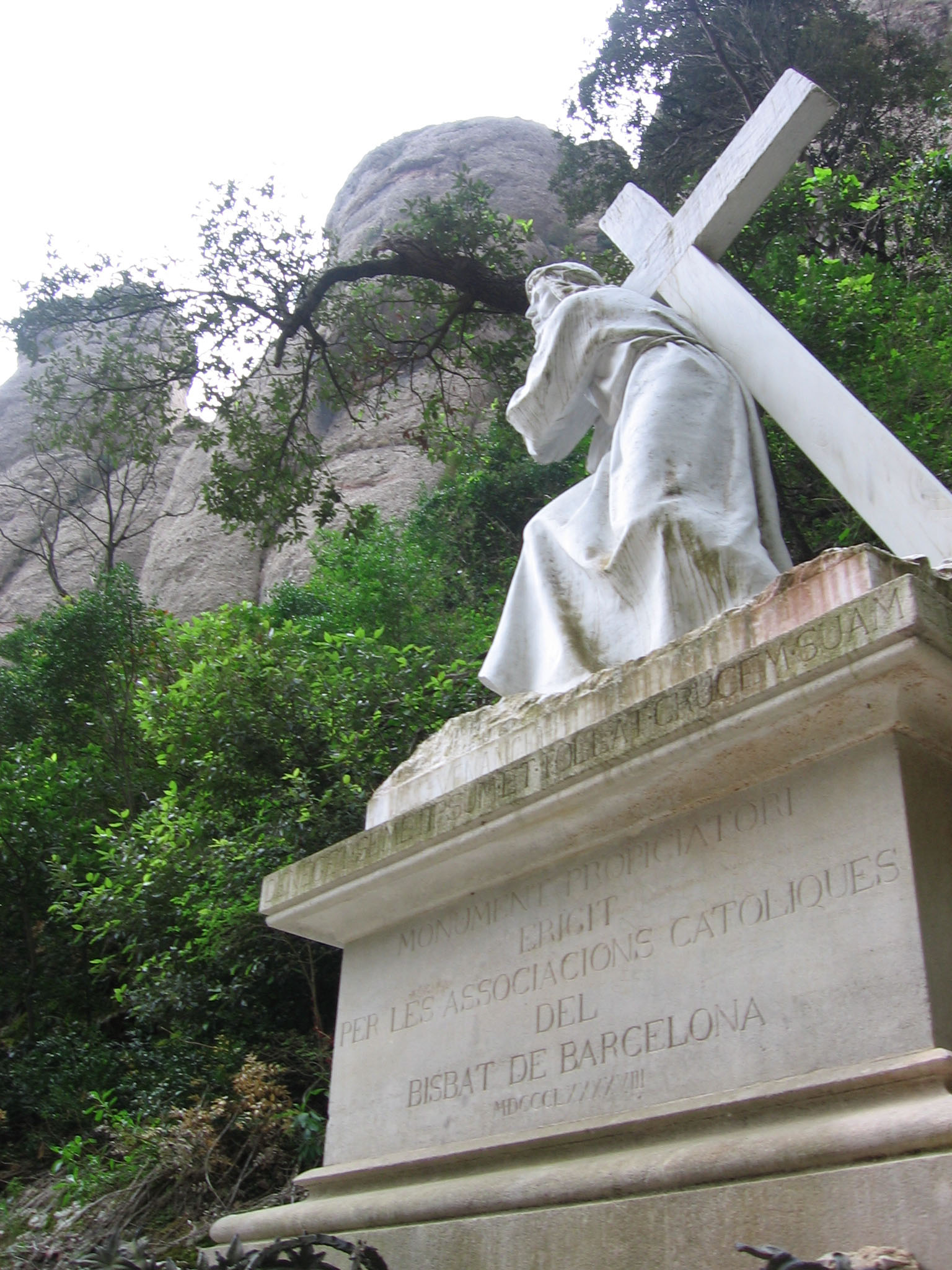
Cuarto Misterio de Dolor del Rosario Monumental de Montserrat. El camino al Calvario.

- 1861- Segunda medalla en la Exposición Nacional de Madrid.
- 1873- Segundo premio Le Figaro en París.
- 1890- Primera medalla en la Exposición Nacional de Madrid.

## Obras destacadas
- Cargador de Bilbao. Museo de Bellas Artes de Bilbao.
- 1862. Santa Isabel de Hungría (con la colaboración de su hermano Agapito). Museo del Prado. Grupo en mármol regalado por los hermanos a la reina Isabel II que les asignó una pensión de dos mil reales mensuales durante el tiempo que tardasen en su ejecución tras haber conocido y dado su aprobación al boceto en palacio.[6]
- 1880. Busto de Jesús de Monasterio. Academia de San Fernando, Madrid.
- 1882. Proyecto para la Venus de la Cascada del Parque de la Ciudadela. La escultura fue realizada por Eduard B. Alentorn.
- 1884. Fauno.
- 1884. Alegoría del Comercio y la Industria. Entrada al Parque de la Ciudadela Barcelona.
- 1884. La escultura original de la obra A López y López, que fue destruida en su totalidad en 1936.
- 1887. La belleza dominando la fuerza. Museo del Prado. Madrid.
- 1887. Virgen esmaltada. Museo Nacional de Arte de Cataluña.
- 1889. La reina María Cristina de Habsburgo-Lorena con Alfonso XIII. Museo Marítimo de Barcelona.
- 1890-1896. Majo y Maja. Museo Nacional del Prado
- 1891. La reina María Cristina y Alfonso XIII niño. Museo del Prado.
- 1899. Cristo para el Cuarto Misterio de Dolor del Rosario Monumental de Montserrat.
- 1900. La Asunción de la Virgen María. Cuarto Misterio de Gloria del Rosario Monumental de Montserrat.
- 1902. La Visitación de María a su prima Isabel. Segundo Misterio de Gozo del Rosario Monumental de Montserrat.
- 1903. Busto de Mozart.
- 1913. Fuente de Diana. Monumento emplazado en la Gran Vía de Barcelona.
- Panteón Joan Niqui, en el cementerio de Pueblo Nuevo de Barcelona.